# Critérium du Dauphiné
A Critérium du Dauphiné Libéré egy országútikerékpár-verseny Franciaországban. A versenyt minden év júniusában rendezik meg, és része az UCI World Tour-nak.

## Trikók
- Az összetett verseny győztese:
- Pontverseny győztese:
- Hegyi pontverseny győztese:
- Legjobb fiatal versenyző:
- Legjobb csapat:

## Dobogósok
| Év   | Győztes              | Második              | Harmadik                   |
| ---- | -------------------- | -------------------- | -------------------------- |
| 1947 | Edward Klabiński     | Gino Sciardis        | Fermo Camellini            |
| 1948 | Édouard Fachleitner  | Paul Giguet          | Jean Robic                 |
| 1949 | Lucien Lazaridès     | Jean Robic           | Fermo Camellini            |
| 1950 | Nello Lauredi        | Apo Lazaridès        | Bim Diederich              |
| 1951 | Nello Lauredi        | Antonin Rolland      | Lucien Lazaridès           |
| 1952 | Jean Dotto           | Nello Lauredi        | Jean Le Guilly             |
| 1953 | Lucien Teisseire     | Charly Gaul          | Jean Robic                 |
| 1954 | Nello Lauredi        | Jean-Pierre Schmitz  | Pierre Molinéris           |
| 1955 | Louison Bobet        | Roger Walkowiak      | Marcel De Mulder           |
| 1956 | Alex Close           | Antonin Rolland      | Fernand Picot              |
| 1957 | Marcel Rohrbach      | René Privat          | Jean-Pierre Schmitz        |
| 1958 | Louis Rostollan      | Francis Pipelin      | Jean-Pierre Schmitz        |
| 1959 | Henry Anglade        | Raymond Mastrotto    | Roger Rivière              |
| 1960 | Jean Dotto           | Raymond Mastrotto    | Gérard Thiélin             |
| 1961 | Brian Robinson       | Raymond Mastrotto    | François Mahé              |
| 1962 | Raymond Mastrotto    | Hennes Junkermann    | Raymond Poulidor           |
| 1963 | Jacques Anquetil     | José Pérez-Francés   | Fernando Manzaneque        |
| 1964 | Valentín Uriona      | Raymond Poulidor     | Esteban Martín Jiménez     |
| 1965 | Jacques Anquetil     | Raymond Poulidor     | Karl-Heinz Kunde           |
| 1966 | Raymond Poulidor     | Carlos Echeverría    | Francisco Gabica           |
| 1969 | Raymond Poulidor     | Ferdinand Bracke     | Roger Pingeon              |
| 1970 | Luis Ocaña           | Roger Pingeon        | Herman Vanspringel         |
| 1971 | Eddy Merckx          | Luis Ocaña           | Bernard Thévenet           |
| 1972 | Luis Ocaña           | Bernard Thévenet     | Lucien Van Impe            |
| 1973 | Luis Ocaña           | Bernard Thévenet     | Joop Zoetemelk             |
| 1974 | Alain Santy          | Raymond Poulidor     | Jean-Pierre Danguillaume   |
| 1975 | Bernard Thévenet     | Francesco Moser      | Joop Zoetemelk             |
| 1976 | Bernard Thévenet     | Vicente López Carril | Raymond Delisle            |
| 1977 | Bernard Hinault      | Bernard Thévenet     | Lucien Van Impe            |
| 1978 | Michel Pollentier    | Mariano Martínez     | Francisco Galdós           |
| 1979 | Bernard Hinault      | Henk Lubberding      | Francisco Galdós           |
| 1980 | Johan van der Velde  | Raymond Martin       | Joaquim Agostinho          |
| 1981 | Bernard Hinault      | Joaquim Agostinho    | Greg LeMond                |
| 1982 | Michel Laurent       | Jean-René Bernaudeau | Pascal Simon               |
| 1983 | Greg LeMond          | Robert Millar        | Robert Alban               |
| 1984 | Martín Ramírez       | Bernard Hinault      | Greg LeMond                |
| 1985 | Phil Anderson        | Steven Rooks         | Pierre Bazzo               |
| 1986 | Urs Zimmermann       | Ronan Pensec         | Joop Zoetemelk             |
| 1987 | Charly Mottet        | Henry Cárdenas       | Ronan Pensec               |
| 1988 | Luis Herrera         | Niki Rüttimann       | Charly Mottet              |
| 1989 | Charly Mottet        | Robert Millar        | Thierry Claveyrolat        |
| 1990 | Robert Millar        | Thierry Claveyrolat  | Álvaro Mejía               |
| 1991 | Luis Herrera         | Laudelino Cubino     | Tony Rominger              |
| 1992 | Charly Mottet        | Luc Leblanc          | Gianni Bugno               |
| 1993 | Laurent Dufaux       | Oliverio Rincón      | Éric Boyer                 |
| 1994 | Laurent Dufaux       | Ronan Pensec         | Artūras Kasputis           |
| 1995 | Miguel Indurain      | Chris Boardman       | Vicente Aparicio           |
| 1996 | Miguel Indurain      | Tony Rominger        | Richard Virenque           |
| 1997 | Udo Bölts            | Abraham Olano        | Jean-Cyril Robin           |
| 1998 | Armand de Las Cuevas | Miguel Ángel Peña    | Andrei Teteriouk           |
| 1999 | Alekszandr Vinokurov | Jonathan Vaughters   | Wladimir Belli             |
| 2000 | Tyler Hamilton       | Haimar Zubeldia      | Lance Armstrong            |
| 2001 | Christophe Moreau    | Pavel Tonkov         | Benoît Salmon              |
| 2002 | Lance Armstrong      | Floyd Landis         | Christophe Moreau          |
| 2003 | Lance Armstrong      | Iban Mayo            | David Millar               |
| 2004 | Iban Mayo            | Tyler Hamilton       | Óscar Sevilla              |
| 2005 | Iñigo Landaluze      | Santiago Botero      | Levi Leipheimer            |
| 2006 | Levi Leipheimer      | Christophe Moreau    | Bernhard Kohl              |
| 2007 | Christophe Moreau    | Cadel Evans          | Andrey Kashechkin          |
| 2008 | Alejandro Valverde   | Cadel Evans          | Levi Leipheimer            |
| 2009 | Alejandro Valverde   | Cadel Evans          | Alberto Contador           |
| 2010 | Janez Brajkovič      | Alberto Contador     | Tejay van Garderen         |
| 2011 | Bradley Wiggins      | Cadel Evans          | Alekszandr Vinokurov       |
| 2012 | Bradley Wiggins      | Michael Rogers       | Cadel Evans                |
| 2013 | Chris Froome         | Richie Porte         | Daniel Moreno              |
| 2014 | Andrew Talansky      | Alberto Contador     | Jurgen Van Den Broeck      |
| 2015 | Chris Froome         | Tejay van Garderen   | Rui Alberto Faria Da Costa |
| 2016 | Chris Froome         | Romain Bardet        | Daniel Martin              |
| 2017 | Jakob Fuglsang       | Richie Porte         | Daniel Martin              |
| 2018 | Geraint Thomas       | Adam Yates           | Romain Bardet              |
| 2019 | Jakob Fuglsang       | Tejay van Garderen   | Emanuel Buchmann           |
| 2020 | Daniel Martínez      | Thibaut Pinot        | Guillaume Martin           |
| 2021 | Richie Porte         | Alekszej Lucenko     | Geraint Thomas             |
| 2022 | Primož Roglič        | Jonas Vingegaard     | Ben O'Connor               |
| 2023 | Jonas Vingegaard     | Adam Yates           | Ben O'Connor               |
| 2024 | Primož Roglič        | Matteo Jorgenson     | Derek Gee                  |
| 2025 |                      |                      |                            |

## Külső hivatkozások
- Hivatalos honlap

1. ↑   ,  cyclingnews.com.